# Alfie Devine
Alfie Devine (Warrington, 1 de agosto de 2004) es un futbolista británico, nacionalizado jamaicano, que juega en la demarcación de centrocampista para el Preston North End F. C. de la EFL Championship.

## Biografía
Tras empezar a formarse como futbolista en el Liverpool F. C. y Wigan Athletic F. C., finalmente en 2020 se marchó traspasado al Tottenham Hotspur F. C. Subió al primer equipo poco tiempo después, haciendo su debut el 10 de enero de 2021 en la FA Cup contra el Marine AFC como titular, siendo sustituido por Kenny Strickland en el minuto 75, y anotando uno de los cinco goles del equipo. Llegó a jugar otro partido antes de ser cedido en agosto de 2023 al Port Vale F. C., en enero de 2024 al Plymouth Argyle F. C. y en septiembre de ese mismo año al K. V. C. Westerlo. Tras esa temporada en Bélgica, regresó a Inglaterra para acumular una nueva cesión en el Preston North End F. C.

## Clubes
| Club                             | País       | Año       | Partidos | Goles |
| -------------------------------- | ---------- | --------- | -------- | ----- |
| Tottenham Hotspur F. C.          | Inglaterra | 2021-2023 | 2        | 1     |
| Port Vale F. C. (cedido)         | Inglaterra | 2023-2024 | 26       | 3     |
| Plymouth Argyle F. C. (cedido)   | Inglaterra | 2024      | 15       | 0     |
| K. V. C. Westerlo (cedido)       | Bélgica    | 2024-2025 | 32       | 6     |
| Preston North End F. C. (cedido) | Inglaterra | 2025-     |          |       |